# De avonturen van Tom Sawyer (anime)
De avonturen van Tom Sawyer (トム・ソーヤーの冒険, Tomu Sōyā no Bōken) is een Japans-Amerikaanse animeserie, gebaseerd op het boek The Adventures of Tom Sawyer van Mark Twain. De serie werd in opdracht van het productiehuis Nippon Animation gemaakt in het productiejaar 1980 en in datzelfde jaar uitgezonden door Fuji Television. Er zijn 49 afleveringen gemaakt van ieder 26 minuten. De realisatie was in handen van Hiroshi Saitô.
Voor het scenario waren Akira Miyazaki, Yoshio Tomita en Takeshi Shise verantwoordelijk. Taizaburo Abe verzorgde de decors en Katsuhisa Hattori de muziek.
In Nederland werd de serie uitgezonden door de Evangelische Omroep op Nederland 1 (van 4 oktober 1989 tot 22 november 1990) en later door Kindernet.

## Stemmen

### Japanse stemmen
- Masako Nozawa ... Tom Sawyer
- Kazuyo Aoki ... Huck en Angela
- Keiko Han ... Becky
- Yoshiko Matsuo ... Benny
- Naoki Tatsuta ... Billy
- Kaoru Ozawa ... Mary
- Sumiko Shirakawa ... Sid
- Natsuko Kawaji ... Sally
- Ikuo Nishikawa ... Jim
- Minoru Yada ... Silas
- Kaoru Kurosu ... Emmy

### Nederlandse stemmen
- Tom Sawyer: Maroesja Lacunes
- Huckleberry Finn: Jody Pijper
- Schoolmeester Dobbins: Clous van Mechelen
- Arthur: Koos van der Knaap
- Charlie: Bob van der Houven
- Jim: Huib Rooymans
- Overige stemmen: Rob Dirne, Ben Cramer, Aimée Meens, Babette Mulder, Babette Ogterop, Gonde Theune, Mario de Vries en Dirk Zeelenberg